# Antti Rinne
Antti Juhane Rinne (Helsinki, 1962 november 3. –) finn szociáldemokrata politikus, jogász, szakszervezeti vezető, 2019. június 6. és december 10. között Finnország miniszterelnöke.

## Élete
Loviisában majd Hyvinkääben nőt fel. 1985 és 1987 jogtudományt tanult.
1987 és 1996 között dolgozott mint ügyvéd Mäntsäläben.
2002-tól szakszervezeti vezető volt.
2014. június 6. és 2015. május 25. között miniszterelnök-helyettes, valamint Jyrki Katainen majd Alexander Stubb kormányában pénzügyminiszter. 
2019. december 3-án a Centrumpárt visszavonta bizalmát a miniszterelnöktől. A kormánykoalíció összeomlása miatt Rinne december 10-én lemondott. Utódja Sanna Marin lett.